# Malcata (Egito)
Malcata (Malkata) ou Malquata (Malqata) foi um assentamento e palácio no extremo sul do oeste de Tebas, em oposição a atual Luxor, do início do século XIV a.C.. Inclui os restos da comunidade que cresceu em volta do palácio do faraó Amenófis III (r. 1390–1352 a.C.) e que foi escavada entre 1888 e 1918, mas apenas uma pequena parte do trabalho foi publicado. Nos anos 70, a reexaminação do sítio por David O'Connor e Barry Kemp remediou parcialmente a situação. A área escavada inclui vários grandes edifícios oficiais (incluindo quatro prováveis palácios), cozinhas, armazéns, áreas residenciais e um templo dedicado a Ámon. A leste de Malcata, há os restos de Birquete Habu, o grande lago artificial criado ao mesmo tempo dos palácios de Amenófis, provavelmente em relação a seu Festival Sede. O extremo sul do sítio, Com Semaque, foi escavado durante os anos 70 e 80 por uma expedição japonesa da Universidade de Uasseda e revelou um incomum quiosque-plataforma cerimonial pintado com uma escada e rampa.